# Statische elektriciteit

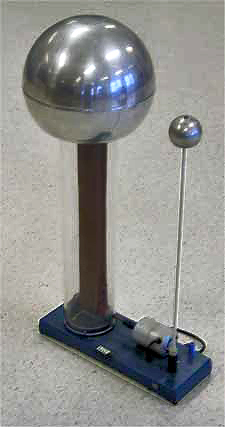
Een vandegraaffgenerator

Statische elektriciteit is de benaming voor elektriciteit die zich voordoet in slecht- of niet-geleidende stoffen. In deze isolatoren kan elektrische lading worden geïnduceerd (opgewekt) die in rust blijft bestaan en zich niet verplaatst doordat er geen stroom kan lopen. Er kan door een ongelijke verhouding tussen elektronen en protonen wel een statische elektrische spanning heersen tussen delen van dit isolerende lichaam onderling, tussen het lichaam en een anders geladen lichaam of aarde. In tegenstelling tot gewone, dynamische elektriciteit, waarbij inductie het verband tussen elektrische stroom en magnetisme beschrijft, is er bij elektrostatica geen sprake van magnetisme doordat er geen stroom loopt. Toch worden er door geladen voorwerpen wel krachten uitgeoefend. Gelijk geladen voorwerpen stoten elkaar af, tegengesteld geladen voorwerpen trekken elkaar aan. Een statisch geladen voorwerp kan in een geleider influentie veroorzaken, positieve en negatieve lading worden van elkaar gescheiden.

## Inductie
Statische elektriciteit kan in hoofdzaak op vier verschillende manieren worden opgewekt: door wrijving tussen ongelijke materialen, door de uitoefening van mechanische druk, door het toevoeren van warmte en door influentie.

### Inductie door wrijving
Inductie van statische elektriciteit kan worden veroorzaakt door wrijving tussen voorwerpen die uit verschillende materialen bestaan. Ook wrijving met droge lucht of andere gassen kan statische inductie veroorzaken. Afhankelijk van het soort materiaal wordt een voorwerp bij wrijving positief of negatief geladen. Ook de sterkte waarmee de lading wordt geïnduceerd hangt af van het soort materiaal. In de tribo-elektrische reeks is vastgelegd welke stoffen bij wrijving welke elektrostatische lading kunnen krijgen.
Hoewel het woord wrijving veel wordt gebruikt is inmiddels aangetoond dat de inductie feitelijk wordt opgewekt door het scheiden van verschillende slecht geleidende materialen na enig onderling contact is. De binding van de atoomkern met de elektronen verschilt tussen beide materialen. Aan het grensvlak verplaatsen elektronen zich van het materiaal met de zwakste naar dat met de sterkste binding. Hoe sneller de scheiding plaatsvindt, hoe meer elektronen er achterblijven, aangezien ze niet oneindig snel (met de lichtsnelheid) kunnen reizen. De ladingscheiding is daarmee een feit. Gebleken is dat hoe groter het verschil in bindingsenergie is, hoe hoger de inductie uitpakt. Dit staat bekend als het Helmholtz Doppelschicht-model.
In de dagelijkse praktijk komt dit elektrostatisch laden van isolerende voorwerpen doorlopend voor, aangezien de overgrote meerderheid van de gebruiksvoorwerpen (deels) zijn vervaardigd uit kunststoffen. Een voorwerp van een kunststof dat tussen andere kunststoffen voorwerpen uit wordt gehaald kan licht statisch worden opgeladen. Bij het neerzetten op een anders geladen oppervlak kan de lading ongemerkt wegvloeien. Deze verschijnselen zijn vaak niet op te merken doordat de geïnduceerde spanning, die daarbij soms evengoed tot wel 3 kV kan oplopen, en de effecten daarvan klein zijn. Grotere inductie kan leiden tot hoge statische spanningen die wel waarneembaar zijn.  
Veel van het moderne schoeisel, zitmeubilair, kleding en vloerbedekking zijn van isolerende stoffen vervaardigd. Een mens kan daardoor gemakkelijk statisch geladen worden door de wrijving tussen deze materialen. Veel van deze lading vloeit ongemerkt weer weg. Het aanraken van een geleider kan voor een plotselinge en merkbare ontlading zorgen.
Bij een onweersbui is het wolkencomplex statisch geladen geraakt ten opzichte van de aarde of van andere wolkencomplexen. Als de omstandigheden voor ontlading van deze statische elektriciteit gunstig zijn vindt deze vaak plaats via bliksem.

### Inductie door mechanische druk
Statische elektriciteit kan worden opgewekt door mechanische druk, het piëzo-elektrisch effect, onder meer toegepast in de elektrische gasaansteker. Daarin bevindt zich een stapeltje plaatjes uit piëzokristal. Bij het bedienen van de aansteker wordt een metalen ankertje onder veerspanning gebracht en door een ontgrendeling met kracht op het piëzo neergelaten. Via de buitenste contactvlakken van dit stapeltje wordt de hoge inductiespanning naar een tweetal elektroden geleid die daartussen een vlamboog trekt. Hiermee kan gas worden aangestoken. 
Een piëzokristal vertoont ook het omgekeerde effect: het vervormt onder invloed van elektrische spanning.

### Inductie door warmte
Statische elektriciteit kan worden opgewekt door verwarming; bij het pyro-elektrisch effect wordt al door een geringe temperatuurstijging meetbare ladingscheiding veroorzaakt. Veel stoffen vertonen dit effect, ook in het menselijk lichaam treedt dit op. 

### Influentie
Statische elektriciteit kan doelbewust worden opgewekt door influentie (ladingsscheiding of elektrostatische inductie). De elektrofoor is een apparaat waarmee handmatig ladingscheiding in een geleider kan worden bewerkstelligd. Statische elektriciteit kan ook doorlopend worden opgewekt, mechanisch, maar ook met elektrische apparatuur. In een elektriseermachine, zoals de vandegraaffgenerator, de Kelvindruppelaar en de elektriseermachine van Wimshurst, wordt het mechanische principe gebruikt.

## Elektronische apparatuur
Bij het werken met elektronische apparatuur zoals computerhardware kan statische elektriciteit onherstelbare schade aanrichten. Enerzijds bestaat het gevaar dat de apparatuur statisch is geladen waardoor iemand een elektrische schok zou kunnen krijgen. Anderzijds kan bij elektrostatische ontlading (ESD) van de persoon de stroom zich via gevoelige circuits een weg banen. Hoewel halfgeleiderfabrikanten alles in het werk stellen om gevoelige componenten zodanig te beschermen dat ze dergelijke stromen zonder schade kunnen verwerken, kan nooit worden uitgesloten dat er een zwakke plek beschadigd raakt. De gevolgen hiervan kunnen uiteenlopen van totale defectie tot een lichte beschadiging met nauwelijks merkbaar effect, maar die toch vaak door veroudering op termijn onverklaarbare klachten en storingen kan veroorzaken. 
Statische ontlading via elektronica kan worden voorkomen door de statische elektriciteit af te voeren naar aarde. Bij ontwikkeling, productie en onderhoud van elektronica gebruikt men onder andere geaarde polsbanden, licht geleidend schoeisel, kleding en zitmeubilair. Synthetische kleding en vloerbedekking zijn taboe. Ook de elektronica zelf dient geaard te zijn. Dit wordt onder andere bereikt door licht geleidende en geaarde tafelmatten en licht geleidend verpakkingsmateriaal te gebruiken. Als aan beide voorwaarden is voldaan is er geen potentiaalverschil en kan er geen ladingsvereffening optreden.

## Verschijnselen in de praktijk

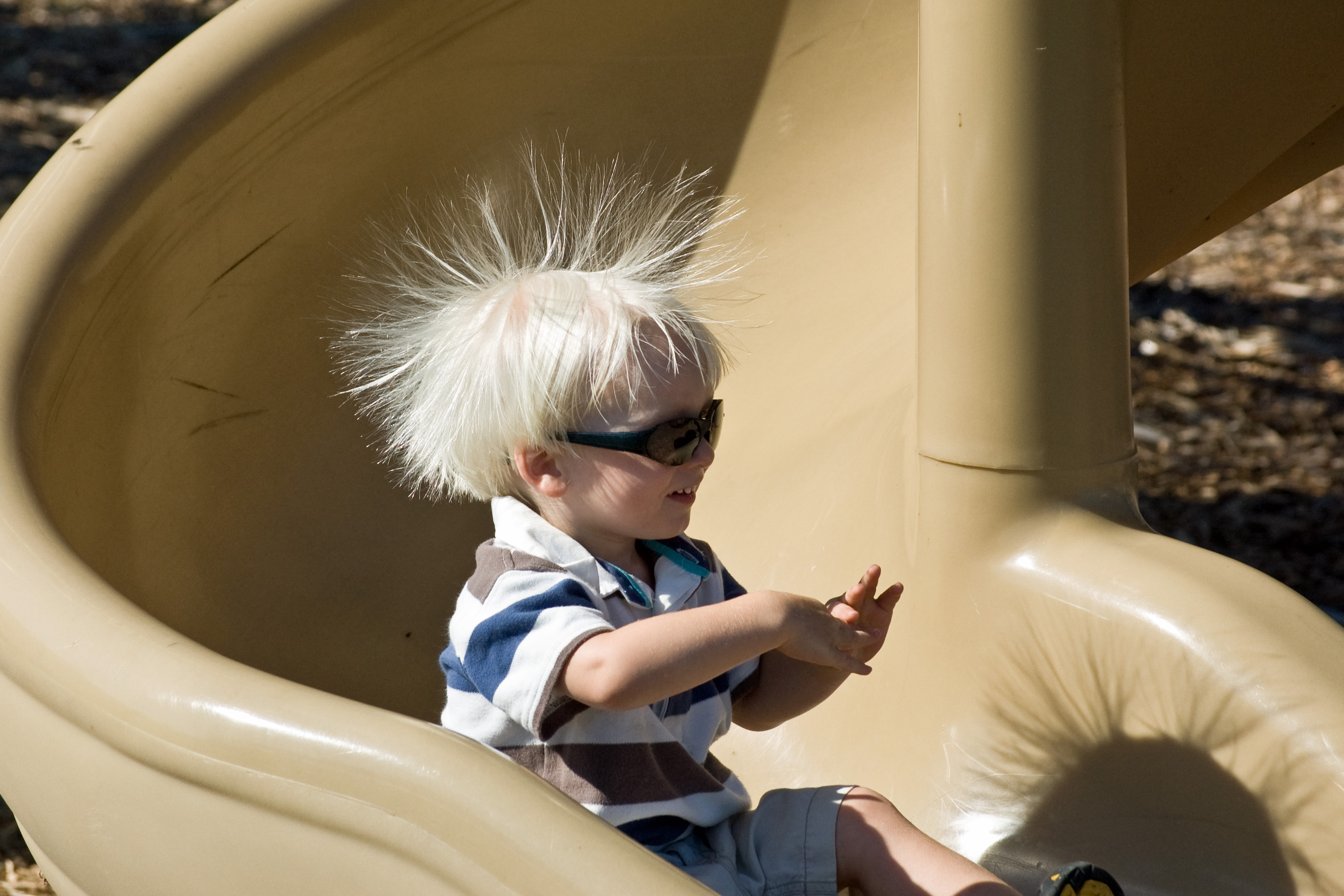
De haren van dit jongetje staan overeind omdat ze statisch geladen zijn

- Een plastic voorwerp (bijvoorbeeld een liniaal) kan door opwrijven met een geschikt materiaal gemakkelijk elektrostatisch geladen worden. Hierdoor kunnen lichte, anders geladen voorwerpen zoals papiersnippers worden aangetrokken. Bij fysieke aanraking tussen beide kan de (geringe) lading van de snipper worden vereffend met de (grote) lading van de kunststof. Daardoor zijn beide gelijk geladen en stoten ze elkaar af. De lichtste van de twee voorwerpen zal dan "wegspringen".
- Een (vrij vallende) verticale waterstraal kan (licht) afgebogen worden door aantrekking of afstoting door een statisch geladen voorwerp dat dicht in de buurt ervan wordt gehouden.
- Wie geïsoleerd is van de aarde of een andere geleider kan door allerlei bedoelde of onbedoelde oorzaken statisch geladen worden. Als deze lading in het (droge)hoofdhaar terechtkomt zal dit, door afstoting tussen de gelijk geladen haren onderling, gaan uiteenstaan (zie foto). Dit verschijnsel wordt ook gebruikt in de elektroscoop. Wie zich in de buurt van een onweersbui bevindt kan door de geïnduceerde lading in de grond met dit effect te maken krijgen. Het is dan van levensbelang om zich zo klein mogelijk te maken en zo weinig mogelijk grondoppervlak te beslaan.
- Als de lucht voldoende droog is, zoals vooral in de winter het geval kan zijn, kan bij het uittrekken van een trui door wrijving met andere kleding of met het hoofdhaar lading in delen van de trui ontstaan die vervolgens onderling wordt vereffend waarbij een licht knetterend geluid hoorbaar kan zijn en (in het donker) kleine vonkjes zichtbaar kunnen zijn.
- In sommige voorwerpen die verschillende elektrisch isolerende materialen  bevatten, zoals hoofdkussens uit wol en polyether, kunnen door ze te kneden, statische elektrische ladingen worden opgebouwd en weer tenietgedaan. De ontladingen kunnen met kleine vonkjes gepaard gaan die in het donker zichtbaar kunnen zijn.
- Een ballon die statisch wordt geladen, bijvoorbeeld door hem tegen een trui te wrijven, en die dan tegen het plafond wordt gegooid, kan daar uren blijven "plakken".
- In de achttiende eeuw was in West-Europa de elektrieke kus een populaire demonstratie van statische elektriciteit. Eerst werd een meisje elektrisch geladen door een elektriseermachine. Daarna werd een mannelijke vrijwilliger uit het publiek gevraagd om haar te kussen. Maar vlak voor het zover kwam was de lading van het meisje al door een vonk en een schok naar de man overgesprongen, zodat deze meestal terugschrok.
- Reparateurs van televisietoestellen met een beeldbuis konden soms aan de haren op de rug van de hand voelen en zien dat de aanwezige hoogspanning statische ladingen laat ontstaan op allerlei isolerende onderdelen, zoals het glas van de beeldbuis.